# Комишанська сільська рада
Комиша́нська сільська́ ра́да — колишній орган місцевого самоврядування в Охтирському районі Сумської області. Адміністративний центр — село Комиші.

## Загальні відомості
- Населення ради: 1 442 особи (станом на 2001 рік)

## Населені пункти
Сільській раді були підпорядковані населені пункти:
- с. Комиші
- с. Лимареве
- с. Овчаренки
- с. Озера
- с. Перелуг

## Склад ради
Рада складалася з 16 депутатів та голови.
- Голова ради: Пихтін Олександр Михайлович

### Керівний склад попередніх скликань
| Прізвище, ім'я, по батькові | Основні відомості                                                               | Дата обрання | Дата звільнення |
| --------------------------- | ------------------------------------------------------------------------------- | ------------ | --------------- |
| Суханов Ігор Миколайович    | Сільський голова, 1973 року народження, освіта вища, безпартійний               | 26.03.2006   | 31.10.2010      |
| Суханов Ігор Миколайович    | Сільський голова, 1973 року народження, освіта вища, безпартійний               | 31.10.2010   | 31.07.2012      |
| Пихтін Олександр Михайлович | Сільський голова, 1977 року народження, освіта середня спеціальна, безпартійний | 02.06.2013   |                 |

Примітка: таблиця складена за даними сайту Верховної Ради України